# Forcipomyia squamitarsata
Forcipomyia squamitarsata är en tvåvingeart som först beskrevs av Clastrier 1935.  Forcipomyia squamitarsata ingår i släktet Forcipomyia och familjen svidknott.
Artens utbredningsområde är Senegal. Inga underarter finns listade i Catalogue of Life.